# Themis-Vertrauensstelle gegen sexuelle Belästigung und Gewalt
Die Themis-Vertrauensstelle gegen sexuelle Belästigung und Gewalt ist eine von Verbänden und Gewerkschaften der Film- und Fernsehbranche sowie von Vertretungen der Produzenten, Sender, Theater und Orchester in Deutschland getragene Einrichtung und soll als branchenübergreifende Vertrauens- und Beratungsstelle Betroffenen aus der gesamten Kreativwirtschaft eine Möglichkeit bieten, ihre Anliegen in geschütztem Rahmen zu thematisieren. Als Träger der Vertrauensstelle wurde nach dem Bekanntwerden von  gewalttätigen und sexuellen Übergriffen in der Filmbranche am 31. Mai 2018 ein Trägerverein gegründet. Die Arbeit der Vertrauensstelle wurde im Oktober 2018 aufgenommen.

## Aufgabe
Die Vertrauensstelle richtet sich an Betroffene sexueller Belästigung und Gewalt und ist zunächst auf den Film-, Fernseh-, Theater- und Orchesterbereich beschränkt, kann aber durch Beteiligung weiterer Institutionen auf die gesamte Medienbranche, den Musikbereich und andere Kulturzweige ausgeweitet werden. Neben der Entgegennahme und Prüfung von Beschwerden und der Unterstützung Betroffener stehen die Aufarbeitung und Prävention sexueller Belästigung und Gewalt im Mittelpunkt. Aus rechtlichen Gründen kann die Themis mutmaßliche Täter nicht eigenständig verfolgen. Sie ist daher per Definition keine Beschwerdestelle.
In den ersten fünf Jahren nach der Gründung wurden 845 Fälle sexueller Belästigung gemeldet, über 2000 Beratungsgespräche fanden statt. 90 Prozent der Ratsuchenden waren Frauen.

## Entstehung
Hintergrund ist die sogenannte #MeToo-Debatte, die eine breite Diskussion über Abhängigkeiten und Machtmissbrauch bis hin zu sexuellen Übergriffen in der Kultur- und Medienbranche angestoßen hat. Dabei ist deutlich geworden, dass insbesondere dort Handlungsbedarf besteht, wo oft nur kurzfristige Beschäftigungsverhältnisse bestehen, wo viele Selbständige arbeiten und dadurch bedingt starke Abhängigkeitsverhältnisse, z. B. durch die zentrale Bedeutung von Weiterempfehlungen, existieren.

## Finanzierung
Für die Aufbauphase wurde dem Trägerverein durch die Staatsministerin für Kultur und Medien 100.000 Euro zur Verfügung gestellt. Danach ist anteilig eine weitere Förderung aus dem Etat des Kulturstaatsministerium geplant. Darüber hinaus beteiligen sich folgende Institutionen an der Finanzierung:
- ARD: 40.000 Euro/p. a.
- Deutscher Bühnenverein: 15.000 Euro/p. a.
- ZDF: 15.000 Euro/p. a.
- VAUNET: 15.000 Euro/p. a.
- Deutsche Produzentenallianz: 10.000 Euro/p. a.

## Vorstand
Als vorläufiger Vorstand amtierte bis 1. Juli 2019 der Justiziar des BFFS, Bernhard Störkmann und Barbara Rohm von Pro Quote Film. Mit Wirkung ab 1. Juli 2019 ist weiterhin Barbara Rohm aktiv. Neu gewählt als ehrenamtliche Vorstände wurden Eva Hubert (ehemalige Geschäftsführung der Filmförderung Hamburg Schleswig-Holstein GmbH) und Horst Brendel (ehemaliger Justiziar beim NDR) gewählt.

## Mitglieder des Trägervereins
- Arbeitsgemeinschaft der öffentlich-rechtlichen Rundfunkanstalten der Bundesrepublik Deutschland
- Allianz Deutscher Produzenten – Film & Fernsehen e.V.
- Bundesverband Casting e.V.
- Bundesverband Regie e.V.
- Bundesverband Schauspiel e.V.
- Bundesvereinigung Maskenbild e.V.
- Deutsche Akademie für Fernsehen e.V.
- Deutsche Filmakademie e.V.
- Deutscher Bühnenverein/ Bundesverband der Theater und Orchester
- Pro Quote Film e.V.
- Verband der Agenturen für Film, Fernsehen und Theater e.V.
- Verband der Nachwuchsagenturen e.V.
- Verband Deutscher Filmproduzenten
- Verband Privater Medien e.V.
- Vereinte Dienstleistungsgewerkschaft
- Zweites Deutsches Fernsehen

Der InteressenVerband Synchronschauspieler e.V., der Gründungsmitglied war, fusionierte im September 2018 mit dem Bundesverband Schauspiel.